# Gozd (Papež)
Poetično dramo Gozd je France Papež objavil leta 1969 v reviji Meddobje.  Prizora v drami sta umeščena vsak v svoj čas. Prvi prizor se odvija po razdejanju Troje, drugi pa po drugi svetovni vojni.

## Osebe
- Ulikses
- Enej
- Don Quijote
- Lepa Vida
- Kasandra
- Dido
- Kirka
- Zarotniki
- Zbor

## Povzetek

### 1. dejanje
Ulikses, popotnik, pesnik in vojak, premišljuje preteklost. Čuti se izkoreninjenega, sprašuje se, kdo je. Vojna je simbolizirana v podobi gorečega in razdejanega mesta, junaki, med katerimi množično kosi smrt, v podobi gozda. Boj s sovražniki se Uliksesu kaže kot kataklizma, kot kozmični boj med dobrim in zlim, spremljajo ga prelom tisočletij in nebesna znamenja.

### 2. dejanje
Zarotniki naklepajo, kako bodo gozd do kraja iztrebili in ga izbrisali iz zgodovine. Zbor toži nad uničenimi življenji, nad blaznostjo ubijanja, ki uničuje lastno čredo brez spoznanja krivde. Občutek nesmisla in krivice rojeva željo po samožrtvujočem se uporu zoper tirana; a obenem tudi občutek nemoči pred demonom, ki se je razdivjal, kakor je bilo že zdavnaj napovedano. Oba protagonista drame doživljata čudno metamorfozo, oba sta ranjena, mučena, polna strahu; okamnevata, prhnita ... Ostane blodeči pesnik, na meji svetništva in pogubljenosti, da bo pričeval, iskal preteklosti in prihodnosti smisel, pomen in namen.